# Alexander Keirincx

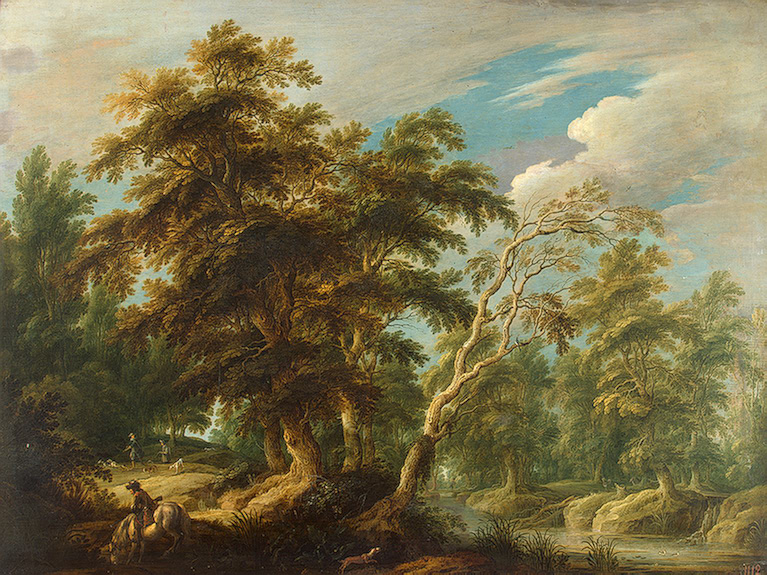
Myśliwi w lesie

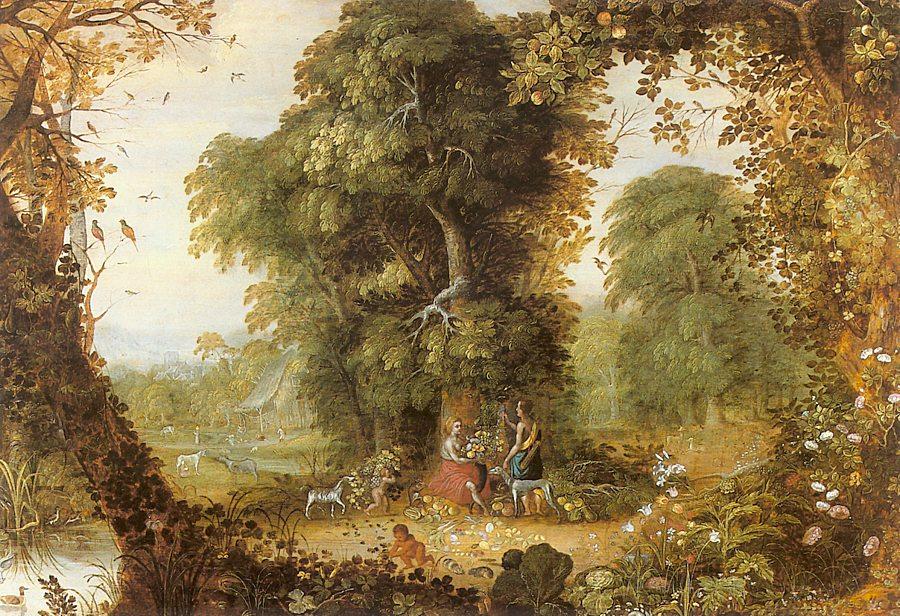
Alegoria obfitości

Alexander Keirincx (ur. 23 stycznia 1600 w Antwerpii, poch. 7 października 1652 w Amsterdamie) – flamandzki malarz barokowy.

## Życiorys
Był uczniem Abrahama Govaertsa, w 1619 został mistrzem w gildii św. Łukasza w Antwerpii. Od 1628 mieszkał w Republice Siedmiu Zjednoczonych Prowincji Niderlandzkich, przebywał w Utrechcie i Amsterdamie, wyjeżdżał też do Anglii dekorować pałace Karola I.
Alexander Keirincx uprawiał początkowo malarstwo gabinetowe, były to niewielkie pejzaże leśne o tematyce biblijnej lub mitologicznej. Na jego twórczość mieli wpływ tacy artyści jak Jan Brueghel (starszy) i Gillis van Coninxloo. W późniejszym okresie prace malarza stały się większe i bardziej naturalistyczne, postacie ludzkie malowali zwykle inni artyści m.in. Cornelis van Poelenburgh (ok. 1593-1667). Pod koniec życia Keirincx zajmował się również handlem dziełami sztuki.